# Sân vận động Nimibutr
Sân vận động Nimibutr (đôi khi được gọi là Nimibutr Gymnasium) là sân thể thao trong nhà nằm ở Bangkok, Thái Lan. Nó có sức chứa khoảng 5.600 khán giả. Nó được xây dựng vào năm 1963 và là một phần của khu phức hợp sân vận động quốc gia. Sân vận động được sử dụng cho buổi hòa nhạc, bóng rổ, futsal  và boxing.